# السون (بازیکن فوتبال)
السون (به پرتغالی: Élson Falcão da Silva) هافبک اهل برزیل است که در شهر Conceição do Araguaia و در تاریخ ۱۶ نوامبر ۱۹۸۱ به دنیا آمده‌است.
السون در تیم‌های فوتبال Ituano و اشتوتگارت سابقهٔ حضور دارد.